# À la recherche des esprits
À la recherche des esprits ou Soushen ji (chinois simplifié : 搜神记 ; chinois traditionnel : 搜神記 ; pinyin : sōushénjì) est un recueil d'histoires étranges (zh) (志怪小说, zhìguài xiǎoshuō) compilées par Gan Bao au IVe siècle.

## Description
L'ouvrage contient 454 brèves anecdotes, certaines postérieures au ive siècle, l'ouvrage ayant été reconstitué par la suite. Les histoires racontées relèvent du surnaturel et font une large place aux revenants et démons. Certaines sont très brèves, mais d'autres sont plus élaborées, telle l'histoire de L'épée de la Vengeance (Gan Jiang Mo Ye (en)).
La pièce de théâtre célèbre qu'est le Ressentiment de Dou E a été inspirée par l'un des récits de ce recueil.